# Abrothrix jelskii
Abrothrix jelskii is een zoogdier uit de familie van de Cricetidae. De wetenschappelijke naam van de soort werd voor het eerst geldig gepubliceerd door Thomas in 1894.

## Verspreidingsgebied
De soort wordt aangetroffen in Argentinië, Bolivia en Peru.